# 努瓦賴格河 (阿勒斯河支流)
46°57′11″N 6°43′37″E / 46.95297°N 6.72704°E

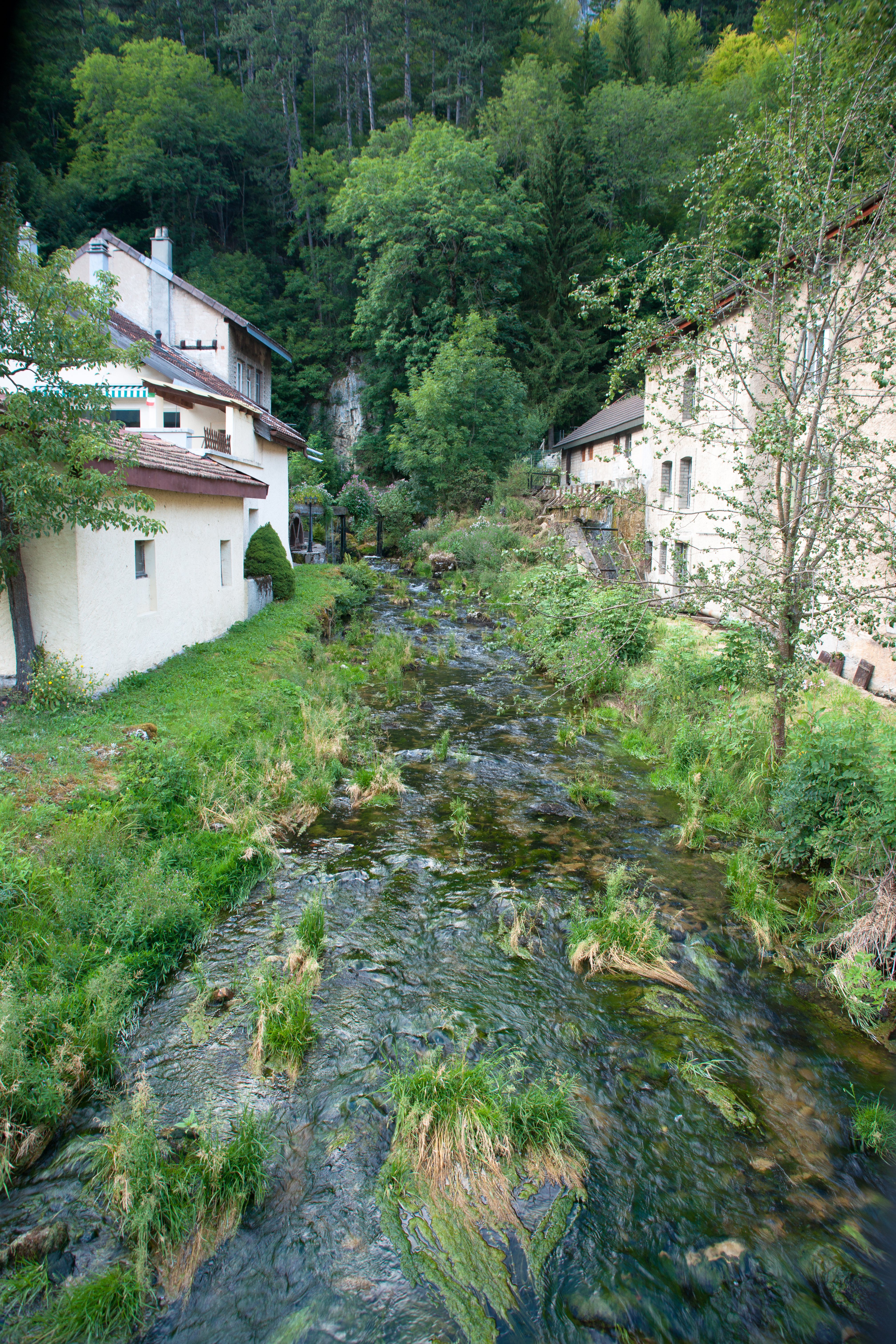

努瓦賴格河是瑞士的河流，位於該國西部，流經納沙泰爾州，該河流屬於阿勒斯河的左支流，河道全長0.7公里，流域面積72平方公里。